# Гао Хэн
Гао Хэн (高恆) (570—577), в истории известен как Император Бэй Ци Ючжу ((北)齊幼主), недолго был императором Китайской династии Северная Ци. В 577, Северная Ци пала под атакой Северная Чжоу, его отец Гао Вэй, бежал и передал престол Гао Хэну. Отца и сына схватили и зимой 577 доставили в Чанъань, где У-ди приказал всему роду Гао покончить с собой. Северная Ци вошла в состав Северной Чжоу, хотя двоюродный брат Гао Вэя Гао Шаои объявил себя императором в изгнании и бежал в Тюркский каганат.

## Эра правления
- Ченгуан (承光 chéng guāng) 577

## Семья
- Отец
  - Гао Вэй
- Мать
  - Императрица Му Шэли